# Lókot (Briansk)
Lókot (ruso: Ло́коть) es un asentamiento de tipo urbano de Rusia, capital del raión de Brásovo en la óblast de Briansk.
En 2021, el territorio del asentamiento tenía una población de 9710 habitantes, de los cuales 8469 vivían en el propio asentamiento y el resto repartidos en cuatro pedanías: los posiólok rurales de Vesioli Kut, Kámenka, Krásnoye Pole y Chistopolianski.
Se ubica unos 60 km al sur de la capital regional Briansk, sobre la carretera M3 que lleva a Hlújiv.

## Historia
Se conoce la existencia de la localidad en documentos desde el siglo XVII, cuando era una granja del pueblo de Brásovo. En 1742, Isabel I de Rusia entregó el señorío a Stepán Apraksin, quien construyó aquí un gran palacio. El lugar creció notablemente al adquirir a finales del siglo XIX las tierras dos miembros de la familia imperial: Jorge Aleksándrovich y Miguel Aleksándrovich. La Unión Soviética trasladó aquí la capital distrital en 1931 (aunque manteniendo el topónimo de Brásovo para el raión) y dio al pueblo el estatus de asentamiento de tipo urbano en 1938. Entre 1941 y 1944, los invasores alemanes establecieron aquí la capital de la República de Lókot, un territorio formalmente autogobernado pero bajo ocupación militar.